# Guy Dugdale
Guy Carol Dugdale (9 de abril de 1905-4 de septiembre de 1982) fue un deportista británico que compitió en bobsleigh. Participó en los Juegos Olímpicos de Garmisch-Partenkirchen 1936, obteniendo una medalla de bronce en la prueba cuádruple.

## Palmarés internacional
| Juegos Olímpicos | Juegos Olímpicos                  | Juegos Olímpicos  | Juegos Olímpicos |
| Año              | Lugar                             | Medalla           | Prueba           |
| ---------------- | --------------------------------- | ----------------- | ---------------- |
| 1936             | Garmisch-Partenkirchen (Alemania) | Medalla de bronce | Cuádruple        |